# The Lure of the Grand Canyon
The Lure of the Grand Canyon ist das elfte Studioalbum des US-amerikanischen Country-Sängers Johnny Cash. Es erschien 1961 bei Columbia Records.
Nach Ride This Train war dies Cashs zweites Konzeptalbum. Es besteht im Wesentlichen aus den fünf Sätzen von Ferde Grofés Grand Canyon Suite, dirigiert von André Kostelanetz, und enthält Geräusche, die im Grand Canyon aufgenommen wurden. Der sechste Track ist ein gesprochener Kommentar von Cash, der beschreibt, wie ein Tag im Grand Canyon aussehen könnte.  
Das Album konnte sich nicht in den Charts platzieren und geriet bald in Vergessenheit, obwohl es eines der ersten Konzeptalben in der Country-Musik war.

## Titelliste
1. Sunrise – 5:58
2. Painted Desert – 3:59
3. On the Trail – 8:34
4. Sunset – 4:46
5. Cloudburst – 8:07
6. A Day in the Grand Canyon – 11:18